# John Strong
John Strong (9 de abril de 1969, Ucrânia, União Soviética) é um ator e diretor de filmes pornográficos. Ele se mudou para os Estados Unidos ainda criança e acabou por se radicar por lá.
Ele era apresentado como ator e diretor na Anabolic Video em 2003 antes de se mudar para a Red Light District Video e a Platinum X, e fundar a sua própria empresa, a John Strong Productions.

## Prêmios
- XRCO Award 2003 - vencedor – Best Group Scene[2]
- AVN Award 2004 - indicado – Best Group Sex Scene in a Video
- AVN Award 2004 - indicado – Most Outrageous Sex Scene[3]
- AVN Award 2006 - indicado – Best Oral Sex Scene in a Video
- AVN Award 2006 - indicado – Best Group Sex Scene in a Video
- AVN Award 2006 -indicado – Best Threeway Sex Scene[4]
- AVN Award 2007 - indicado – Best Anal Sex Scene in a Video
- AVN Award 2007 - indicado – Best Group Sex Scene in a Video[5]
- AVN Award 2005 - indicado - Male Performer of the year
- AVN Award 2005 - indicado - Male Performer of the year
- Adam Film World Guide 2008 - Vencedor - Male Performer of the year
- AVN Award 2009 - indicado – Best Group Sex Scene – Perfect Match[6]
- AVN Award 2009 - indicado – Best Double Penetration Sex Scene – Oil Overload[6]
- AVN Award 2009 - indicado – Best Double Penetration Sex Scene – Slam It! In a Young Pussy[6]